# Cyanerpes caeruleus
Dácnis-meleiro-violeta ou saí-de-pernas-amarelas (Cyanerpes caeruleus), também conhecida por tem-tem-do-espírito-santo, é uma espécie de ave da família Thraupidae. Pode ser encontrada na bacia amazônica e no planalto das Guianas, na Bolívia, Brasil (Amazonas, Rondônia, Roraima, Amapá, Pará e Mato Grosso), Peru, Equador, Colômbia, Panamá, Venezuela, Guiana, Suriname, Guiana Francesa e Trinidad e Tobago.
Tem o corpo azul turquesa, píleos dos olhos, garganta, extremos das asas e sobre-cauda negros.